# Martín Civit
Martín Civit (Sarandí, Buenos Aires, Argentina, 25 de septiembre de 1985) es un futbolista argentino que en la actualidad se desempeña como volante en el Club Atlético Ferrocarril Midland de la Primera C de Argentina. Formado en 2015 en Lic. Kinesiología y Fisiatría.

## Trayectoria
Realizó las inferiores en Arsenal y jugó en clubes de la Argentina y del exterior.

## Clubes
| Club           | País       | Año           |
| -------------- | ---------- | ------------- |
| Arsenal        | Argentina  | 2005–2008     |
| Alajuelense    | Costa Rica | 2008          |
| FC Inter Turku | Finlandia  | 2009          |
| Comunicaciones | Argentina  | 2010-2012     |
| Talleres (RdE) | Argentina  | 2012-2015     |
| Midland        | Argentina  | 2016-presente |